# Hauwa Ibrahim
Hauwa Ibrahim (Gombe, 1968) è un'avvocata nigeriana che difende i diritti umani.
Nel 2005 ha vinto il Premio Sakharov per la libertà di pensiero istituito dal Parlamento europeo.

## Biografia
Prima donna musulmana in Nigeria a laurearsi in giurisprudenza, è nota per il lavoro pro bono publico in difesa dei condannati dalle leggi islamiche della Shari'a in vigore nelle province settentrionali del suo paese. Tra i suoi assistiti vi sono Amina Lawal, Safiya Hussaini e Hafsatu Abubákar. Nel 2005 le è stato conferito il Premio Sakharov per la libertà di pensiero.
È stata visiting professor presso la Saint Louis University School of Law e lo Stonehill College, World Fellow presso l'Università Yale, nonché Radcliffe fellow e borsista sia al programma sui diritti umani che a quello di studi legali islamici presso l'Università di Harvard, dove lavora come docente e ricercatrice. Insieme ad altre 25 figure di spicco fa parte della Commissione per l'informazione e la democrazia inaugurata da Reporter senza frontiere.
Nel suo lavoro ha adottato un approccio interdisciplinare per approfondire i fondamenti teorici della Shari'a e per esaminare come questi abbiano influenzato la pratica legale, che a sua volta ha inciso sui diritti umani delle donne dell'Africa occidentale. È autrice del libro Practicing Shariah Law: Seven Strategies for Achieving Justice in Shariah Courts pubblicato nel gennaio 2013.